# Chrysopilus claricinctus
Chrysopilus claricinctus är en tvåvingeart som beskrevs av Lindner 1923. Chrysopilus claricinctus ingår i släktet Chrysopilus och familjen snäppflugor. Inga underarter finns listade i Catalogue of Life.